# ダンジョンアドベンチャー
ダンジョンアドベンチャー（英: dungeon adventure）とはテーブルトークRPG（TRPG）の用語の一つ。「ダンジョン」の探索を行うシナリオのことを示す。

## 概要
ダンジョンの項でも解説されているように、TRPGにおけるダンジョンとは「地下迷宮」だけに限らず、怪物の巣穴や軍事施設など「危険が存在する閉鎖空間」全般を表していることが多い。
ダンジョン探索はTRPGでは比較的スタンダードな要素なため、シティアドベンチャーやウィルダネスアドベンチャーにおいても小さめのダンジョン探索が行われることもある。「ダンジョンアドベンチャー」とあえて言う場合は、ゲームのプレイ時間の大半をダンジョン探索が占めるようなシナリオのことを表す。ダンジョンに入る前や出た後の展開も省略されることもあり、「君たちはダンジョンの目の前にいる」という場面から始まるシナリオもある。
ダンジョンアドベンチャーの基本は、ダンジョンの中に配置された怪物や罠などの障害を突破していくことである。ダンジョンアドベンチャーのシナリオではドラマ要素などは排除されることも多い。ただし、プレイヤーキャラクターがそのダンジョンを探索することになった理由ぐらいは設定する必要があるだろう（何の理由も目的もなくただダンジョンを突き進むようなシナリオも存在はするが主流ではない）。

## シナリオのタイプ
1990年代のテーブルトークRPGのシナリオ作成においては、キャンペーンプレイで同じような展開のシナリオが連続して飽きが来ないように、
ダンジョンアドベンチャー、ウィルダネスアドベンチャー、シティアドベンチャーを順番に回していけばよいと書く入門書があった。
そのため、シナリオでも「どのタイプなのか」を意識的に言及しているものもよく見られた

。